# Erlanger (Kentucky)
Erlanger es una ciudad ubicada en el condado de Kenton en el estado estadounidense de Kentucky. En el Censo de 2010 tenía una población de 18082 habitantes y una densidad poblacional de 820,77 personas por km².

## Geografía
Erlanger se encuentra ubicada en las coordenadas 39°2′22″N 84°36′1″O / 39.03944, -84.60028. Según la Oficina del Censo de los Estados Unidos, Erlanger tiene una superficie total de 22.03 km², de la cual 21.58 km² corresponden a tierra firme y (2.03%) 0.45 km² es agua.

## Demografía
Según el censo de 2010, había 18082 personas residiendo en Erlanger. La densidad de población era de 820,77 hab./km². De los 18082 habitantes, Erlanger estaba compuesto por el 92.28% blancos, el 3.04% eran afroamericanos, el 0.12% eran amerindios, el 0.83% eran asiáticos, el 0.14% eran isleños del Pacífico, el 1.5% eran de otras razas y el 2.08% pertenecían a dos o más razas. Del total de la población el 3.11% eran hispanos o latinos de cualquier raza.